# Kostel svaté Maří Magdalény (Hovězí)
Kostel svaté Maří Magdalény je novogotický, římskokatolický kostel v obci Hovězí. V roce 2001 byl kostel, který je zasvěcený svaté Máří Magdaléně, prohlášen za kulturní památku.

## Historie
První zmínka o katolickém kostele pochází z roku 1688 , podle jiných údajů z roku 1734. Nejstarší záznamy hovoří o maličkém dřevěném kostele, který byl údajně za náboženských bouří několikrát vypálen a pravděpodobně tak na přelomu 17. a 18. století padl za oběť náboženské nesnášenlivosti. V roce 1733 byl postaven nový kamenný chrám v novorománském stylu s obloukovitě klenutými okny i vchody. Největší zásluhu na jeho postavení má majitel zdejšího panství hrabě Mikuláš Illesházy, který se stal rovněž jeho patronem.
V roce 1890 začala kvůli špatnému technickému stavu celková přestavba kostela. Novogotický kostel tak vznikl nadstavbou na původní, vybudováním dnešní věže, oken, rovného dřevěného stropu, věžičky a dnes užívaných vchodů.
Farnost Hovězí řídilo celkem 17 farářů vč. stávajícího, například Jan Daněk, Metoděj Směták, Ferdinand Matušů nebo Jan Soldán, který zde působil 43 let.